# トリート・ウィリアムズ
トリート・ウィリアムズ（Treat Williams, 本名: リチャード・トリート・ウィリアムズ、Richard Treat Williams, 1951年12月1日 - 2023年6月12日）は、アメリカ合衆国の男優。コネチカット州出身。

## 来歴
ブロードウェイの大ヒットミュージカル『ヘアー』の映画化作品で名を馳せ、ゴールデングローブ賞の候補にあがる。1981年の『プリンス・オブ・シティ』と1984年の『欲望という名の電車』のテレビ映画リメイクでも候補となった。その間に、クレジットはされていないが『スター・ウォーズ エピソード5/帝国の逆襲』にも出演をしている。
1985年の『スムース・トーク』でインディペンデント・スピリット賞の候補になって以降は、テレビ映画や低予算B級映画への出演が中心となる。1995年にHBOのテレビ映画『トークショー』でエミー賞候補に挙がった。その後もコンスタントにB級作品で主演をしており、特に1998年のSFホラー『ザ・グリード』は有名である。1994年に26分のショート作品『テキサス人』（原題：Texan・日本では「ウィットネス」として別作品3本とまとめられている）で監督業にも挑戦している。『デビル』（1997年）においては悪役にも挑戦している。
2002年よりテレビシリーズ『エバーウッド 遥かなるコロラド』に主演。4年間続いた中で二度、全米映画俳優組合賞の候補になっている。
2023年6月12日の現地時間の17時頃、バイクでの走行中に車に追突される事故に遭い、搬送先の病院にて死去。71歳没。

## 主な出演作品

### 映画
| 公開年 | 邦題 原題                                                                              | 役名                               | 備考                                  |
| ------ | -------------------------------------------------------------------------------------- | ---------------------------------- | ------------------------------------- |
| 1976   | マラソンマン Marathon Man                                                              | ジョギングをする男                 | クレジットなし                        |
| 1976   | 鷲は舞いおりた The Eagle Has Landed                                                    | ハリー・クラーク大尉               |                                       |
| 1979   | ヘアー Hair                                                                            | ジョージ・バーガー                 |                                       |
| 1979   | 1941                                                                                   | チャック・ストレッチ・シタースキー |                                       |
| 1980   | スター・ウォーズ エピソード5/帝国の逆襲 Star Wars: Episode V - The Empire Strikes Back | Echo Base Trooper                  | クレジットなし                        |
| 1981   | プリンス・オブ・シティ Prince of the City                                              | ダニエル                           |                                       |
| 1981   | ハイジャック・コネクション/クーパーの大仕事 The Pursuit of D.B. Cooper                 | D.B. クーパー                      | 日本劇場未公開                        |
| 1983   | ダイナマイト・ヒーロー/恐怖の鉄拳 Dempsey                                              | ジャック・デンプシー               | テレビ映画                            |
| 1984   | ワンス・アポン・ア・タイム・イン・アメリカ Once Upon a Time in America                 | ジェームズ・コンウェイ・オドネル   |                                       |
| 1984   | 欲望という名の電車 A Streetcar Named Desire                                            | スタンリー                         | テレビ映画                            |
| 1985   | スムース・トーク Smooth Talk                                                           | アーノルド・フレンド               | 日本劇場未公開                        |
| 1986   | メンズクラブ/真夜中の情事 The Men's Club                                               | テリー                             | 日本劇場未公開                        |
| 1987   | FBI/アメリカを知りすぎた男 J. Edgar Hoover                                             | J・エドガー・フーヴァー            | テレビ映画                            |
| 1988   | スウィート・ライズ Sweet Lies                                                          | ピーター                           |                                       |
| 1988   | ルシカム/KGB・赤い狙撃者 Russicum - I giorni del diavolo                               | マーク・ヘンドリクス               | 日本劇場未公開                        |
| 1988   | 死海からの脱出 La Notte degli squali                                                   | デヴィッド・ジーグラー             |                                       |
| 1988   | ゾンビ・コップ Dead Heat                                                               | ロジャー・モーティス捜査官         |                                       |
| 1989   | 灼熱の女 Third Degree Burn                                                             | スコット・ウェストン               | テレビ映画                            |
| 1989   | 思い出のハートブレイク・ホテル Heart of Dixie                                          | ホイト・カニンガム                 | 日本劇場未公開                        |
| 1990   | ドラッグ・ウォーズ/麻薬戦争 Drug Wars: The Camarena Story                              | レイ・カーソン                     | テレビ映画                            |
| 1992   | ウォーターエンジン/アメリカ帝国の陰謀 The Water Engine                                 | デイヴ・マーレイ                   | テレビ映画                            |
| 1993   | リバー・ノース/遥かなる河の流れに Where the Rivers Flow North                          | チャンプのマネージャー             | 日本劇場未公開                        |
| 1995   | ダークフェイス In the Shadow of Evil                                                   | ジャック                           | テレビ映画                            |
| 1995   | デンバーに死す時 Things to Do in Denver When You're Dead                               | クリティカル・ビル                 |                                       |
| 1996   | 狼たちの街 Mulholland Falls                                                            | ネイサン・フィッツジェラルド大佐   |                                       |
| 1996   | トークショー The Last Shift                                                            | マイケル・オヴィッツ               | テレビ映画                            |
| 1996   | ザ・ファントム The Phantom                                                             | サンダー・ドラックス               | 日本劇場未公開                        |
| 1997   | デビル The Devil's Own                                                                 | ビリー・バーク                     |                                       |
| 1998   | ザ・グリード Deep Rising                                                               | ジョン・フィネガン                 |                                       |
| 1998   | 野獣教師2 The Substitute 2: School's Out                                               | カール・トマソン                   | テレビ映画                            |
| 1999   | ディープエンド・オブ・オーシャン The Deep End of the Ocean                             | パット・カッパドーラ               |                                       |
| 1999   | 36時間 36 Hours to Die                                                                 | ノア・ストーン                     | テレビ映画                            |
| 1999   | 野獣教師3 The Substitute 3: Winner Takes All                                           | カール・トマソン                   | テレビ映画                            |
| 1999   | 地底探検/アース・エクスプローラーズ Journey to the Center of the Earth                 | セオドア・リットン                 | テレビ映画                            |
| 2000   | クラッシュポイント・ゼロ Crash Point Zero                                              | ジェイソン・ロス                   | 日本劇場未公開                        |
| 2000   | アルティメット・ブレイク Critical Mass                                                 | マイク・ジェファーズ               | 日本劇場未公開                        |
| 2000   | U.S.ソルジャーズ The Substitute: Failure Is Not an Option                              | カール・トマソン                   | ビデオ作品                            |
| 2001   | ホットゾーン Venomous                                                                  | デイヴィッド・ヘニング             | ビデオ作品                            |
| 2002   | アルティメット・ストーム Gale Force                                                    | サム・ギャレット                   | 日本劇場未公開                        |
| 2002   | さよなら、さよならハリウッド Hollywood Ending                                          | ハル                               |                                       |
| 2005   | デンジャラス・ビューティー2 Miss Congeniality 2: Armed & Fabulous                      | ウォルター・コリンズ               |                                       |
| 2008   | ベガスの恋に勝つルール What Happens in Vegas                                           | ジャック・フラー・ジュニア         |                                       |
| 2009   | エンド・オブ・トゥモロー The Storm                                                     | ロバート・テレル                   | テレビ映画                            |
| 2010   | 127時間 127 Hours                                                                      | アーロンの父                       |                                       |
| 2011   | 太平洋の奇跡 -フォックスと呼ばれた男-                                                  | ウェシンガー大佐                   | 日本映画                              |
| 2011   | 私だけのハッピー・エンディング A Little Bit of Heaven                                  | ジャック・コーベット               |                                       |
| 2012   | アタック・オブ・ザ・50フィート・チアリーダー Attack of the 50ft Cheerleader            | Mr. Gray                           |                                       |
| 2012   | デッドフォール 極寒地帯 Deadfall                                                       | Sheriff Marshall T. Becker         | 日本劇場未公開                        |
| 2013   | ブラックホール Eve of Destruction                                                      | マックス・サリンジャー             | テレビ映画                            |
| 2013   | ダイナソー in L.A. Age of Dinosaurs                                                    | ゲイブ                             | オリジナルビデオ                      |
| 2014   | ブライド・ウエポン In the Blood                                                        | ロバート・グラント                 |                                       |
| 2014   | オペレーション・ローグ Operation Rogue                                                 | ウォレス大将                       | 日本劇場未公開                        |
| 2016   | The Congressman                                                                        | Charlie Winship                    |                                       |
| 2016   | アニタ 〜世紀のセクハラ事件〜 Confirmation                                             | デッド・ケネディ                   | テレビ映画 別題『コンファメーション』 |
| 2018   | セカンド・アクト Second Act                                                            | アンダーソン・クラーク             | 日本劇場未公開                        |
| 2019   | ドランク・ペアレンツ 〜崖っぷち夫婦狂騒曲〜 Drunk Parents                              | ダン・ヘンダーソン                 | 日本劇場未公開                        |
| 2020   | ラン・ハイド・ファイト Run Hide Fight                                                  | ターシー保安官                     |                                       |
| 2020   | ドリー・パートンのクリスマス・オン・ザ・スクエア Christmas on the Square               | カール                             |                                       |
| 2021   | マイティ・マイツ 〜12人の屈強な戦士たち〜 12 Mighty Orphans                            | アモン・G・カーター                | 日本劇場未公開                        |

### テレビシリーズ
| 放映年    | 邦題 原題                                                  | 役名                                    | 備考                                        |
| --------- | ---------------------------------------------------------- | --------------------------------------- | ------------------------------------------- |
| 2002-2006 | エバーウッド 遥かなるコロラド Everwood                     | アンドリュー・ブラウン                  | 89エピソードに出演                          |
| 2006      | ブラザーズ&シスターズ Brothers & Sisters                   | デヴィッド・モートン                    | 4エピソードに出演                           |
| 2011      | Against the Wall                                           | ドン・コワルスキー                      | 13エピソードに出演                          |
| 2011      | LAW & ORDER:性犯罪特捜班 Law & Order: Special Victims Unit | ジェイク・スタントン                    | 第13シーズン第10話「邪心なき者」            |
| 2012      | レバレッジ 〜詐欺師たちの流儀 Leverage                     | ピート・ライジング                      | 第5シーズン第2話「氷上の乱闘」              |
| 2012      | ザ・シンプソンズ The Simpsons                              | 本人役 / ウィリアム・サリヴァン         | 声の出演 第23シーズン第19話「夢の家族旅行」 |
| 2012-2013 | ホワイトカラー White Collar                                | ジェームズ・ベネット / サム・フェルプス | 6エピソードに出演                           |
| 2013      | HAWAII FIVE-0 Hawaii Five-0                                | ミック・ローガン                        | 2エピソードに出演                           |
| 2013-2018 | シカゴ・ファイア Chicago Fire                              | ベニー・セブライド                      | 18エピソードに出演                          |
| 2014      | CSI:科学捜査班 CSI: Crime Scene Investigation              | サム・ビショップ                        | 第14シーズン第22話「警部の決断」            |
| 2015      | American Odyssey                                           | Col. Stephen Glen                       | 10エピソードに出演出演                      |
| 2016-2022 | チェサピーク海岸 Chesapeake Shores                         | ミック・オブライエン                    | 53エピソードに出演                          |
| 2016-2023 | ブルーブラッド 〜NYPD家族の絆〜 Blue Bloods                | レニー・ロス                            | 6エピソードに出演                           |
| 2022      | We Own This City                                           | Brian Grabler                           | 2エピソードに出演                           |
| TBA       | Feud: Capote's Women                                       | ビル・ペイリー                          |                                             |

## 参照
1. ↑  “『ザ・グリード』俳優トリート・ウィリアムズさんがバイク事故で死去　71歳”. 2023年6月14日閲覧。